# Pieńkówka (rejon wilejski)
Pieńkówka (biał. Пянькоўка; ros. Пеньковка) – chutor na Białorusi, w obwodzie mińskim, w rejonie wilejskim, w sielsowiecie Chocieńczyce.

## Historia
W czasach zaborów zaścianek w powiecie wilejskim, w guberni wileńskiej Imperium Rosyjskiego
W latach 1921–1945 zaścianek leżał w Polsce, w województwie wileńskim, w powiecie wilejskim, w gminie Ilia.
Według Powszechnego Spisu Ludności z 1921 roku zamieszkiwały tu 4 osoby, wszystkie były wyznania prawosławnego i zadeklarowały białoruską przynależność narodową. Był tu 1 budynek mieszkalny. W 1931 w 2 domach zamieszkiwało 18 osób.
Wierni należeli do parafii prawosławnej w Ilji. Miejscowość podlegała pod Sąd Grodzki w Ilii i Okręgowy w Wilnie; właściwy urząd pocztowy mieścił się w Ilii.
W wyniku napaści ZSRR na Polskę we wrześniu 1939 miejscowość znalazła się pod okupacją sowiecką. 2 listopada została włączona do Białoruskiej SRR. Od czerwca 1941 roku pod okupacją niemiecką. W 1944 miejscowość została ponownie zajęta przez wojska sowieckie i włączona do Białoruskiej SRR.
Od 1991 w składzie niepodległej Białorusi.